# Referenzbereich (Medizin)
Referenzbereiche oder Referenzintervalle (veraltete Bezeichnung Normalbereiche) werden benutzt, um quantitative Messwerte einordnen zu können. Sie werden in der Laboratoriumsmedizin eingesetzt, um einen Bereich „normaler“ Werte für die medizinische Diagnostik zu definieren. Laborwerte außerhalb des Referenzintervalls sind nicht automatisch krankhaft, da auch ein Teil der gesunden Personen außerhalb der Referenzintervalle liegen (siehe Definition).

## Definition
Der Referenzbereich umfasst 95 Prozent aller bei offensichtlich gesunden Personen gemessenen Werte. Im Regelfall befinden sich jeweils 2,5 % der gesunden Personen oberhalb bzw. unterhalb davon. Die Referenzgrenzen entsprechen somit statistisch gesehen den Quantilen 0,025 und 0,975 (Perzentilen 2,5 % und 97,5 %) der Laborwerte einer gesunden Bevölkerung. Entsprechend dieser Definition weisen 5 % der gesunden Personen einen Wert außerhalb dieses Referenzintervalls auf (Befundkranke). Umgekehrt können kranke Personen einen Wert innerhalb des Referenzintervalls aufweisen, da diese bei dessen Bestimmung gar nicht berücksichtigt werden.
Für Laborwerte, welche bei gesunden Personen nahe 0 liegen bzw. bei denen niedrige Werte keinen Krankheitswert besitzen, wird oft nur die Obergrenze des Referenzbereichs angegeben. Beispiele hierfür sind LDL-Cholesterin, C-reaktives Protein (CRP) und Troponin T. Der Referenzbereich ergibt sich dann aus dem Bereich zwischen 0 und dem 95 % Perzentil bzw. als <95 % Perzentil der gesunden Personen angegeben. Bei Laborwerten wie Vitamin D3 und HDL-Cholesterin, bei denen niedrige Werte ein Problem sind, wird der Referenzbereich umgekehrt als >95 % Perzentil angegeben.
Der Referenzbereich ist abhängig von der Messmethode (z. B. enzymatisch) und Einheit (z. B. g/L) sowie häufig auch von Alter, Geschlecht, Ethnie, Region usw. Für die Interpretation von Laborwerten ist es wichtig zu wissen, dass die Referenzgrenzen für ein und denselben Analyten stark variabel sein können. Deshalb müssen laut Richtlinie der Bundesärztekammer (Rili-BÄK) in einem Laborbefund zu jeder Analyse die jeweils gültigen Referenzbereiche angegeben werden.
Für die Größe der Referenzpopulation empfiehlt das Clinical and Laboratory Standards Institute (CLSI) im Allgemeinen 120 gesunde Personen. Viele Referenzintervalle, besonders alters- oder geschlechtsspezifische, werden aber oft mit weniger Personen bestimmt.

## Referenzwert in der Strahlenmedizin
Auf Vorschlag der Strahlenschutzkommission wurden in Deutschland im Jahre 2003 vom Bundesamt für Strahlenschutz diagnostische Referenzwerte für Radiopharmaka festgelegt und im Bundesanzeiger veröffentlicht. Darin sind Referenzwerte der Radiopharmaka für häufige, als auch für dosisintensive nuklearmedizinische Untersuchungsverfahren enthalten. Eine Überschreitung dieser Referenzwerte bedarf einer Begründung durch einen fachkundigen Nuklearmediziner und muss entsprechend dokumentiert werden.

## Einheiten
Einheiten nach dem SI-Einheitensystem:
Einheit – Erklärung
g/dL – 1 Gramm je Deziliter (100 Milliliter)
mg/dL – 1 Milligramm (1 Tausendstel Gramm) je Deziliter
µg/dL – 1 Mikrogramm (1 Millionstel Gramm) je Deziliter
ng/mL – 1 Nanogramm (1 Milliardstel Gramm) je Milliliter
mval/l – Milligrammäquivalent – 1 Tausendstel der Stoffmenge, die einem Referenzatom (Wasserstoff) gleichgesetzt ist.